# NGC 1561
NGC 1561 is een elliptisch sterrenstelsel in het sterrenbeeld Eridanus. Het hemelobject werd in 1886 ontdekt door de Amerikaanse astronoom Francis Preserved Leavenworth.

## Synoniemen
- PGC 15005
- MCG -3-12-6
- NPM1G -15.0227